# Fabio Mancini
Fabio Mancini (Bad Homburg vor der Höhe, 11 de agosto de 1987) es un supermodelo italiano. Es reconocido como uno de los modelos italianos con mayor éxito a nivel internacional en la actualidad, debido a que ha desfilado por las pasarelas de Giorgio Armani y de Emporio Armani durante más de 14 años consecutivos y ha sido protagonista de 9 campañas publicitarias de este diseñador. En una encuesta realizada en el 2018 en el portal de moda "models.com", fue considerado el modelo más influyente en las redes sociales.

## Biografía
Nació en Bad Homburg vor der Höhe (Alemania). Su padre es italiano, originario del municipio de Castellaneta, y su madre es italo-india. Teniendo cuatro años, la familia se traslada a Valle Lomellina, donde Fabio vive hasta la adolescencia. Es diplomado en artes gráficas y comunicación. Tiene un hermano menor llamado Marco.

## Reconocimientos
- De 2014 a 2021,  el portal "Models.com" incluyó a Mancini en la lista de los hombres más sexys.[3]
- Vogue nominó a Mancini entre los mejores Vogue Hommes Model fitness del 2015.[4]
- Mancini aparece en la lista deThe 50 hottest male models of all times de la revista Out.[5]
- Fue reconocido como uno de los cinco mejores modelos italianos durante la "Milan Fashion Week 2016", según la revista Vogue[6]
- Es uno de los 15 modelos de Dolce & Gabbana preferidos por Vogue.[7]
- En 2018 se le consideró uno de los modelos más influyentes en el portal de moda "Models.com".[8]